# Tiếng Gilak
Tiếng Gilak (گیلی Giləki) là một ngôn ngữ Caspi và là thành viên của nhánh ngôn ngữ Tây Bắc Iran, được nói ở tỉnh Gīlān của Iran. Tiếng Gilak có liên quan chặt chẽ với tiếng Mazandaran và hai ngôn ngữ này có từ vựng tương đồng nhau. Mặc dù tiếng Ba Tư đã ảnh hưởng đến tiếng Gilak với một mức độ lớn, tiếng Gilak vẫn là một ngôn ngữ độc lập có nguồn gốc Tây Bắc Iran. Các ngôn ngữ Gilak và Mazandaran (chứ không phải các ngôn ngữ Iran khác) chia sẻ một số đặc điểm hình thái với các ngôn ngữ Caucasus (cụ thể là các ngôn ngữ Nam Caucasus), phản ánh lịch sử, bản sắc dân tộc và sự liên quan chặt chẽ với vùng Caucus và người Caucasus của người Gilak và người Mazandaran.

## Phân loại
Ngôn ngữ được chia thành ba phương ngữ: Tây Gilak, Đông Gilak và Galesh (ở vùng núi Gilan). Các phương ngữ phương tây và phương đông được ngăn cách bởi sông Sefid. Theo Ethnologue, đã có hơn 2 triệu người bản ngữ Gilak vào năm 1993. Vào năm 2016, đã có 2,4 triệu người bản ngữ Gilak.

Có ba phương ngữ chính nhưng các thành phố lớn hơn ở Gilan có những thay đổi nhỏ so với cách họ nói. Những "phương ngữ phụ" này là Rashti, Rudbari, Some'e Sarai, Lahijani, Langerudi, Rudsari, Bandar Anzali và Fumani. 
 Đông Gilak cũng được nói ở thành phố Ramsar, Mazandaran và các khu vực lân cận. Nó đã bị ảnh hưởng bởi tiếng Mazandaran và đôi khi được gọi là Gil-Mazani mặc dù hầu hết gọi nó là Ramsari, nó vẫn được coi là một phương ngữ phụ của tiếng Gilak.

## Ngữ pháp
Tiếng Gilak tương tự như tiếng Mazandaran, là một ngôn ngữ bị biến dạng và không có giống. Nó được coi là ngôn ngữ chủ-động-tân. Tuy nhiên, một số thì có thể là chủ-tân-động.

## Âm vị học
Tiếng Gilak có phụ âm giống với tiếng Ba Tư, nhưng nguyên âm thì khác nhau. 
| Gilak             | Ba Tư       | Ví dụ (Gilaki) |
| ----------------- | ----------- | -------------- |
| i                 | e           | ki.tab         |
| e(ː)              | iː, eː / ei | seb            |
| ɛ(œ)              | e           | iɛrɛ           |
| ə                 | æ, e        | mən            |
| a                 | aː          | lag            |
| ä                 | æ           | zäy            |
| ɒ (có lẽ biến âm) | aː          | lɒ.nə          |
| o                 | uː oː / ɔ   | d͡ʒoɾ           |
| u                 | o / uː      | ɡul            |
| ü                 | u           | tüm            |

## Chữ viết
Tiếng Gilak sử dụng chữ Ả Rập gồm 48 chữ cái và dấu phụ, 13 với chức năng nguyên âm.